# Барнестон (Небраска)
Барнестон (енгл. Barneston) град је у америчкој савезној држави Небраска.

## Демографија
По попису из 2010. године број становника је 116, што је 6 (-4,9%) становника мање него 2000. године.
| Група             | 2000.       | 2010.       |
| Белци             | 117 (95,9%) | 104 (89,7%) |
| Афроамериканци    | 0 (0,0%)    | 0 (0,0%)    |
| Азијати           | 0 (0,0%)    | 0 (0,0%)    |
| Хиспаноамериканци | 4 (3,3%)    | 10 (8,6%)   |
| Укупно            | 122         | 116         |